# 垂丝紫荆
垂丝紫荆（学名：Cercis racemosa）是豆科紫荆属的植物，为中国的特有植物。分布于中国大陆的云南、贵州、四川、湖北等地，生长于海拔1,000米至1,800米的地区，多生长在路旁、山地密林中及村落附近，目前尚未由人工引种栽培。